# 탐조등

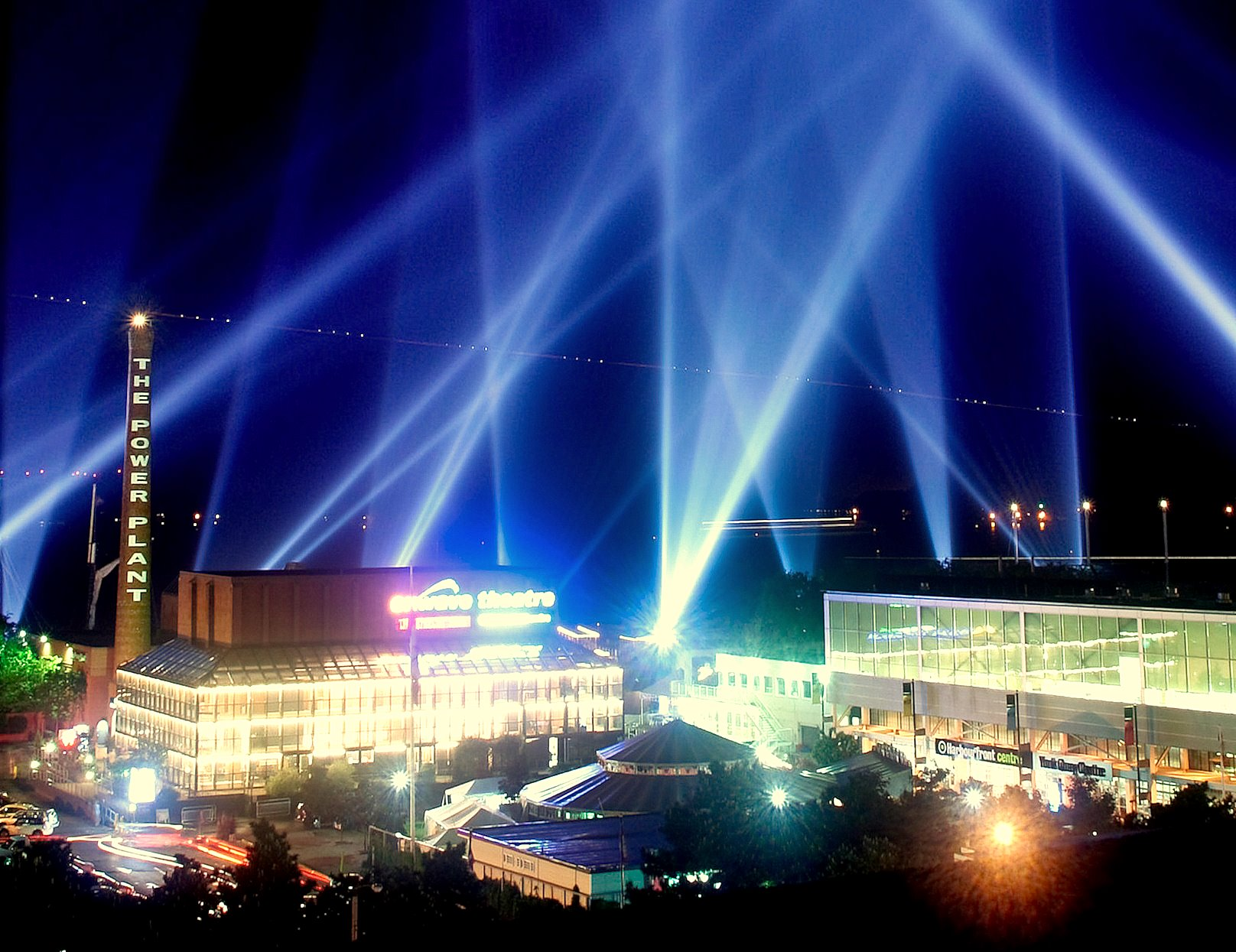
2007년 토론토 루미나토 축제

탐조등(探照燈)은 조명 기구의 일종으로, 특정 방향으로 강력한 광선을 투사하기 위한 반사체를 갖는 장치이다. 이 장치는 매우 밝은 광원(과거에는 주로 카본 아크 램프)을 포물선형 거울과 결합하여 강하고 거의 평행한 빛줄기를 특정 방향으로 투사합니다. 탐조등은 주로 회전이 가능하며, 현대의 탐조등은 보통 제논(Xe) 램프를 광원으로 사용합니다. 란탄(La)과 세륨(Ce) 같은 희토류 원소는 특수 탐조등의 빛 품질을 개선하기 위해 형광체에 사용됩니다.

## 활용
민간 분야에서 탐조등은 주로 세관이나 해안경비대에서 사용되며, 밀수범이나 조난자를 수색하는 데 활용됩니다.
군사 분야에서는 탐조등이 주로 포병과 해군에서 적 항공기나 비행선을 탐지하는 유용한 수단으로 쓰입니다. 보통 고사포 부대와 연계되어 운영됩니다. 일부 군용 항공기는 탐조등을 장착하여 어둠 속에서 잠수함을 발견하고 공격할 수 있었습니다.
자동차에는 탐조등이 회전식으로 장착되어 고정등이 비추지 못하는 집 번호판이나 이정표 등을 비출 수 있습니다. 다만, 탐조등은 자동차에서 일시적으로만 사용 가능하며, 도로를 지속적으로 비추는 용도로는 사용할 수 없습니다. 또한 전력 소비가 35와트로 제한되어 있으며, 탐조등을 사용할 때는 후미등과 번호판 조명이 함께 켜져야 합니다.
오늘날 탐조등은 광고, 시장, 축제 및 기타 공공 행사에서 자주 사용되고 있습니다. 과거 영화 시사회에서는 매우 흔했으며, 그 회전하는 빛줄기는 20세기 스튜디오와 폭스 TV 네트워크의 로고 일부로도 자리잡았습니다.
- 애니메이션 탐조등은 1930년대부터 20세기 폭스 영화 시작 부분에 사용된 독특한 프로덕션 로고의 일부입니다.

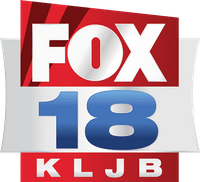
폭스 계열사 KLJB의 로고는 탐조등을 여전히 로고에 사용하는 여러 폭스 방송국 중 하나의 예입니다.

1. ↑  Rehmet, M. (1980년 4월). “Xenon lamps”. 《IEE Proceedings A (Physical Science, Measurement and Instrumentation, Management and Education, Reviews)》 127 (3): 190–195. doi:10.1049/ip-a-1.1980.0030.
2. ↑  “What Are the Lanthanide Series? And Their Applications?” (영어). 2025년 7월 18일에 확인함.
3. ↑  “§ 52 StVZO - Einzelnorm”. 2025년 7월 18일에 확인함.